# La Clé des confins : D'Olh à ilO et au-delà
La Clé des confins : D'☉lh à il☉ et au-delà est un tome hors-série de la série de bande dessinée Le Cycle de Cyann.

## Fiche technique
- Scénaristes : François Bourgeon et Claude Lacroix
- Dessinateur : François Bourgeon
- Année de publication : 1997
- Genre : science-fiction
- Éditeur : Casterman
- Nombre de planches : 64 pages – couleur
- (ISBN 2-203-38030-6)

## Synopsis
Le Vê, personnage énigmatique qui apparaît — et disparaît étrangement — dans les deux premiers tomes du cycle, raconte comment il a connu la Cyann et dévoile les mystères de la planète ☉lh, de ses habitants et de leur culture, de sa faune et de sa flore.
Le lecteur découvre toutes les arcanes de cet univers fantastique, dans une mini-encyclopédie où se mêlent problèmes d'initiation à la navigation galactique, recettes de cuisine (très) exotique, et secrets de l'intrigue.